# Menhir von Essertes-Auboranges
Der Menhir von Essertes-Auboranges (französisch Menhir d’Essertes-Auboranges), auch als Pierre du dos à l’âne (deutsch Eselsrückenstein) bekannt, ist ein Menhir aus der Stein- oder Bronzezeit (4500 bis 1500 v. Chr.), der in der Nähe des Chemin du Rosay und der Route du Menhir zwischen Essertes (VD) und Auboranges (FR) am Parimbot im Kanton Waadt, an der Grenze zum Kanton Freiburg, in der Schweiz steht und als höchster Menhir des Landes gilt.
Der oben spitze Menhir hat eine Höhe von 5,6 m und ein Gewicht von etwa 25 t. Der Stein befand sich lange Zeit, teilweise begraben, in liegender Position und galt als Findling. In den 1990er Jahren wurde er von Archäologen untersucht und an seinem derzeitigen Standort aufgestellt.